# Arrondissement de Nérac
L'arrondissement de Nérac est une division administrative française située en Lot-et-Garonne, en région Nouvelle-Aquitaine.

## Composition

### Composition avant 2015
Liste des cantons de l'arrondissement de Nérac :
- canton de Casteljaloux ;
- canton de Damazan ;
- canton de Francescas ;
- canton de Houeillès ;
- canton de Lavardac ;
- canton de Mézin ;
- canton de Nérac.

### Découpage communal depuis 2015
Depuis 2015, le nombre de communes des arrondissements varie chaque année soit du fait du redécoupage cantonal de 2014 qui a conduit à l'ajustement de périmètres de certains arrondissements, soit à la suite de la création de communes nouvelles. Le nombre de communes de l'arrondissement de Nérac reste quant à lui inchangé depuis 2015 et égal à 58.
Au 1er janvier 2024, l'arrondissement groupe les 58 communes suivantes :
1. Allons
2. Ambrus
3. Andiran
4. Anzex
5. Barbaste
6. Beauziac
7. Boussès
8. Bruch
9. Buzet-sur-Baïse
10. Calignac
11. Casteljaloux
12. Caubeyres
13. Damazan
14. Durance
15. Espiens
16. Fargues-sur-Ourbise
17. Feugarolles
18. Fieux
19. Francescas
20. Fréchou
21. Houeillès
22. Lamontjoie
23. Lannes
24. Lasserre
25. Lavardac
26. Leyritz-Moncassin
27. Mézin
28. Moncaut
29. Moncrabeau
30. Monheurt
31. Montagnac-sur-Auvignon
32. Montesquieu
33. Montgaillard-en-Albret
34. Nérac
35. Nomdieu
36. Pindères
37. Pompiey
38. Pompogne
39. Poudenas
40. Puch-d'Agenais
41. Razimet
42. Réaup-Lisse
43. La Réunion
44. Saint-Laurent
45. Saint-Léger
46. Saint-Léon
47. Saint-Martin-Curton
48. Sainte-Maure-de-Peyriac
49. Saint-Pé-Saint-Simon
50. Saint-Pierre-de-Buzet
51. Saint-Vincent-de-Lamontjoie
52. Sauméjan
53. Saumont
54. Sos
55. Thouars-sur-Garonne
56. Vianne
57. Villefranche-du-Queyran
58. Xaintrailles

## Administration

### Liste des sous-préfets
| Période | Période  | Identité                    | Fonction précédente | Observation |
| ------- | -------- | --------------------------- | ------------------- | ----------- |
|         |          |                             |                     |             |
| 1992    | ...      | Jean Comiti                 |                     |             |
|         |          |                             |                     |             |
| 1995    | 1997     | Patrick Bremener,           |                     |             |
| 1998    | 2001     | Claude Villeneuve,          |                     |             |
| 2002    | 2005     | Michel Paillissé,           |                     |             |
| 2005    | 2007     | Mme Claude Cointet-Hautier, |                     |             |
| 2008    | 2011     | Laura-Yamina Reynaud,       |                     |             |
| 2012    | En cours | Frédéric Bovet              |                     |             |

Depuis 2012, le sous-préfet de Marmande exerce également comme sous-préfet de Nérac, sous l'intitulé de « sous-préfet de Marmande-Nérac » depuis 2016.

## Démographie
En 2022, l'arrondissement comptait 38 501 habitants.
| 1968   | 1975   | 1982   | 1990   | 1999   | 2006   | 2011   | 2016   | 2021   |
| ------ | ------ | ------ | ------ | ------ | ------ | ------ | ------ | ------ |
| 41 304 | 39 022 | 37 787 | 37 447 | 36 981 | 38 038 | 39 082 | 39 020 | 38 342 |

| 2022   | - | - | - | - | - | - | - | - |
| ------ | - | - | - | - | - | - | - | - |
| 38 501 | - | - | - | - | - | - | - | - |